# 疏刺齿缘草
疏刺齿缘草（学名：Eritrichium oligocanthum）为紫草科齿缘草属的植物，是中国的特有植物。分布于中国大陆的新疆等地，生长于海拔2,750米的地区，多生在山地，目前尚未由人工引种栽培。